# Pheidole horni
Pheidole horni är en myrart som beskrevs av Carlo Emery 1901. Pheidole horni ingår i släktet Pheidole och familjen myror. Inga underarter finns listade i Catalogue of Life.